# 空刷り
空刷り、空摺り（からずり、英: blind printing）とは、版画技法の一種で、模様などを凹凸で浮き出るように表わし、彩色しない方法、またはそのようにして刷ったもののことをいう。エンボスまたはエンボッシュと呼ばれる空押しも、空刷りと同義語である。
浮世絵版画では伝統的に空摺りと書く。広義には色刷を終えた画面を凹版にあて、裏面から圧力を加えることで浮彫風に画面を盛り上げるいわゆる木目込（きめこみ）技法を含む。

## 概要
浮世絵版画では、衣服のひだや紗綾形さやがたのような文様、波文や鳥の羽毛、障子の骨などを無色の凹線であらわす空摺りの技法が用いられる。
浮世絵は時代を経ることにその技法が高度化し、多色摺の版画が実現すると、何度摺もの摺圧に耐えられるように、用紙も従来の美濃紙などから厚手の奉書紙に変更された。これにより、ばれんで圧力を加えて紙に凹凸をつける空摺りが可能となった。
画面をより精緻に表現する手法として、錦絵の草創期に鈴木春信によって盛んに用いられた。それ以後、歌麿も団扇の骨やタバコの煙の表現などにこの技報を用い、この技法は、摺物や絵本など小画面の彩色摺にも広がっていった。